# 黎貴惇普通中學 (胡志明市)
黎貴惇普通中學是越南胡志明市的一所公立普通中學。它是西貢（今胡志明市）的第一所中學，成立於1874年，初名沙瑟卢-洛巴中學（法語：Collège Chasseloup-Laubat）。

## 著名校友
吳文昭：法屬殖民政府公務員，高臺教的第一位信徒，照明教派領袖。
范公稷：高臺教護法，西寧教派領袖。
阮安寧：20世紀初越南革命家。
陳文朝：越南革命家、科學家、歷史學者、哲學家和教育家。
楊文明：越南共和國最後一任總統。
范玉草：越南共和國軍隊將領，越盟間諜。
鄭公山：越南音樂家。
西哈努克：柬埔寨前國王。